# Liga Fútbol Indoor de Veteranos
De Liga Fútbol Indoor de Veteranos is een Spaanse voetbalcompetitie waarin oud-spelers van profclubs zaalvoetbal spelen met vijf tegen vijf. Sinds 2011 omvat de competitie twintig clubs, verdeeld over vier groepen van vijf. Erevoorzitter van de competitie is  Alfredo Di Stéfano.

## Geschiedenis
In 2002 werd rond Kerstmis een toernooi georganiseerd tussen de oud-spelers van Atlético Madrid, FC Barcelona, Real Betis en Real Madrid, dat gewonnen werd door Real Madrid. Het toernooi was een succes en onder de naam Torneo de Reyes kreeg het een vervolg in 2004, 2005, 2006 en 2007. In 2008 ging uiteindelijk de Liga Fútbol Indoor de Veteranos van start. Er werd begonnen met de negen clubs die ooit de Primera División hadden gewonnen, te weten Real Madrid, FC Barcelona, Athletic Bilbao, Atlético Madrid, Real Sociedad, Valencia CF, Sevilla FC, Real Betis en Deportivo de La Coruña. De eerste editie bestond uit acht speelrondes en Deportivo werd kampioen. Vanwege het succes van de Liga Fútbol Indoor de Veteranos werd voorafgaand aan het seizoen 2011 het aantal deelnemende clubs uitgebreid naar twintig, gebaseerd op de eeuwige ranglijst van de Primera División.  

### Kampioenen
- 2008: Deportivo de La Coruña
- 2009: Futbol Club Barcelona
- 2010: Deportivo de La Coruña
- 2011: Sporting Gijón
- 2012: Real Madrid
- 2013: Celta de Vigo
- 2014: FC Porto

## Huidige opzet
De twintig clubs zijn verdeeld over vier groepen van vijf. De verdeling is geografisch bepaald. Iedere club treft de andere clubs uit de groep eenmaal, waarna de nummers één en twee zich plaatsen voor de play-offs voor de landstitel. De selecties omvatten voormalige profvoetballers, die in het verleden bij de betreffende club hebben gespeeld.

### Groep 1
Madrid en Andalucía
- Atlético Madrid
- Real Madrid
- Real Betis
- Sevilla FC
- Málaga CF

### Groep 2
Asturias, Galicië en Castilla-León
- Sporting Gijón
- Real Oviedo
- Deportivo de La Coruña
- Celta de Vigo
- Real Valladolid

### Groep 3
Baskenland, Navarra, Cantabria en Canarische Eilanden
- Athletic Bilbao
- Real Sociedad
- CA Osasuna
- Racing Santander
- UD Las Palmas

### Groep 4
Catalonië, Valencia, Aragón en Balearen
- FC Barcelona
- RCD Espanyol
- Valencia CF
- Real Zaragoza
- RCD Mallorca